# Isla Gran Bermuda
La isla Gran Bermuda (en inglés: Great Bermuda Island), también llamada isla Bermuda (Bermuda Island), es la isla principal del archipiélago conocido como las Bermudas, ubicado en el Atlántico Norte. En el centro de la isla se encuentra la ciudad de Hamilton, la capital de las Bermudas.
La forma peculiar de la isla se asemeja a un gancho torcido inclinado, con Harrington Sound en el noreste. Además, en la isla se encuentra el Castle Harbour (puerto del Castillo).
Gran Bermuda está unida a las islas vecinas (Somerset, en el oeste y Saint David, en el noreste) a través de una serie de puentes y calzadas.